# 쉐보레 콜벳 C7.R
쉐보레 콜벳 C7.R(영어: Chevrolet Corvette C7.R)은 쉐보레 콜벳 C7을 기반으로 제작된 레이스카이다.

## 개발
2014 NAIAS에서 공식 공개되었으며,이 차는 마쓰다 레이스웨이 라구나 세카 트랙의 로렉스 모터스포츠 유니온에서 위장으로 첫 테스트 모습을 보였다.2014년 1월 13일에 자동차의 새로운 상징과 세부 사항이 공개되었다.

## 비디오 게임에서의 등장
- 아스팔트 8: 에어본
- 아스팔트 9: 레전드